# 松江戰鬥
松江戰鬥發生於1924年10月2日－13日，地點則是在中國江苏省東南。是北洋政府時期內戰之一，交戰兩方為孫傳芳及盧永祥之王寶部。戰鬥末了，孫傳芳部大勝，浙江崩解，孫傳芳取得浙江及江蘇兩省的控制，成為東南領土統治者。